# 담즙산
담즙산(bile acid) 또는 담즙산염(bile salt) 은 글리코레이트나트륨과 타우로레이트나트륨의 염이며, 지방을 유화시켜서 소화효소인 라이페이스의 작용을 촉진시켜 지방산을 용해시키기 쉽게 한다. 이 물질은 다 쓰고 난 뒤 장에서 흡수되어 간으로 되돌아가 다시 쓰인다. 이 물질은 포유류에게서 많이 발견된다.

## 주요 담즙산 구조

콜산
케노디옥시콜산
글리코콜산
타우로콜산
디옥시콜산
리토콜산

## 장내 세균
간 및 쓸개에서 분비되는 쓸개즙으로 지방산을 유화시키는 담즙산에는 글리코콜산(Glycocholic acid), 타우로콜산(Taurocholic acid)등이 있다. 여기에는 콜레스테롤 7알파-하드록실레이스(Cholesterol 7α-hydroxylase) 와 콜산(Cholic acid), 케노디옥시콜산(Chenodeoxycholic acid) 및 콜레스테롤등이 작용기전에 관련되어 있다.  한편   이러한 1차 생성물인 담즙산들은 장내 박테리아중 유익균들에 의해서 2차 담즙산으로 재분해되는 경우 보다 효율적인 기능을 발휘하는 것으로 알려져있다. 또한 이러한 담즙산들에 특정적으로 반응하는 근육및 갈색지방세포에 위치하는 수용체인 FXR(Farnesoid X receptor), TGR5(G protein-coupled bile acid receptor)등이 확인된바있으며 이러한 맥락은 인체가 근육과 간이 서로 긴밀하고 정교한 매커니즘을 갖는 지방을 분해하고 적절하게 재배치(저장)하는 대사경로를 보유하고있다는 점을 시사할 수 있다고 제기되고있다.

## 같이 보기
- 에너지 대사
- 쓸개즙